# 由貴香織里
由貴 香織里（ゆき かおり、12月18日 - ）は、日本の女性漫画家。東京都出身、在住。血液型はB型。
1987年、『別冊花とゆめ』秋の号（白泉社）に掲載の『夏服のエリー』でデビュー。作品に「伯爵カインシリーズ」や『天使禁猟区』などがある。

## 漫画作品リスト
- 発表年は掲載誌の号数に準拠。
- 〈掲載誌〉HY：『花とゆめ』 / BHY：『別冊花とゆめ』 / HY+：『花とゆめプラス』 / ML：『MELODY』（以上、白泉社） / AR：『ARIA』 / ME：『少年マガジンエッジ』 / Pa：『Palcy』 / Ai：『花ゆめAi』
- 〈収録〉残像：『少年残像』 / カフカ：『カフカ-kafka-』 / 戒音：『戒音』 / ジュリ：『忘れられたジュリエット』 / 残酷：『残酷な童話たち』 / 孵化：『少年の孵化する音』 / 砂礫：『砂礫王国』 / 刻印：『赤い羊の刻印』 / 妖精：『妖精標本』 / 人形：『人形宮廷楽団』

|  | 連載作品 |  | シリーズ作品 | 無色 | 前後編・読み切り作品 |

### 連載作品
|    | 作品名                           | 掲載誌 | 発表年・掲載号                                                 | 収録 | 注記                                                                 |
| -- | -------------------------------- | ------ | -------------------------------------------------------------- | ---- | -------------------------------------------------------------------- |
| 1  | 砂礫王国                         | HY     | 1993年1号 - 1993年4号                                          | -    | 初連載作品、全4話                                                    |
| 2  | カフカ -kafka-                   | HY     | 1993年18号 - 1993年22号                                        | -    | 伯爵カインシリーズ、全5話 『別冊花とゆめ』2004年3月号に全5話を再掲載 |
| 3  | 赤い羊の刻印                     | HY     | 1994年1号 - 1994年12号                                         | -    | 伯爵カインシリーズ、全11話                                           |
| 4  | 天使禁猟区                       | HY     | 1994年15号 - 2000年22号                                        | -    | 最長連載作品、全120話                                                |
| 5  | ゴッドチャイルド                 | HY     | 2001年11号 - 2003年21号                                        | -    | 伯爵カインシリーズ、全47話                                           |
| 6  | 夜型愛人専門店-ブラッドハウンド- | BHY    | 2003年1月号 - 2005年1月号                                      | -    | 不定期掲載、全4話、テレビドラマ化された                              |
| 7  | 妖精標本                         | HY     | 2005年6号 - 2006年7号                                          | -    | 全18話                                                               |
| 8  | ルードヴィッヒ革命               | BHY    | 2006年9月号 - 2007年9月号                                      | -    | 読み切り4話を経て連載化、通算全13話                                  |
| 9  | 人形宮廷楽団                     | BHY    | 2008年8月号 - 2010年6月号                                      | -    | 全18話                                                               |
| 10 | 異域之鬼                         | AR     | 2010年9月号（創刊号） - 2013年5月号                            | -    | 初の白泉社以外での連載 全25話                                        |
| 11 | 架刑のアリス                     | AR ME  | 2014年6月号 - 2018年6月号（休刊号） 2018年8月号 - 2018年10月号 | -    | 『ARIA』休刊のため『少年マガジンエッジ』に移籍。                     |
| 12 | 落園の美女と野獣                 | Pa     | 2019年10月17日 - 2021年11月                                    | -    |                                                                      |
| 13 | 天使禁猟区 -東京クロノス-        | Ai     | Vol.42 - Vol.82                                                | -    | 天使禁猟区シリーズ                                                   |

### 前後編・読み切り作品
|    | 作品名                                     | 掲載誌 | 発表年・掲載号   | 収録    | 文庫 収録 | 注記                                                               |
| -- | ------------------------------------------ | ------ | ---------------- | ------- | --------- | ------------------------------------------------------------------ |
| 1  | WHEN A HEART BEATS                         | HY増刊 | 1987年10月1日号  | 残像    | 戒音      | 第10回HMC-BC賞準入選 『花と夢フレッシュ増刊』に掲載                |
| 2  | 夏服のエリー                               | BHY    | 1987年秋号       | カフカ  | 戒音      | デビュー作                                                         |
| 3  | デビル・インサイド                         | HY増刊 | 1988年6月1日号   | 残像    | 残像      |                                                                    |
| 4  | 時計じかけのオレンジ爆弾                   | BHY    | 1988年秋号       | 戒音    | 戒音      |                                                                    |
| 5  | TOKYO TOP                                  | HY     | 1989年1号        | 戒音    | 戒音      |                                                                    |
| 6  | マジカル・ミステリー・ツアー               | BHY    | 1990年夏号       | 戒音    | 戒音      |                                                                    |
| 7  | 時間を止めた少年たち                       | BHY    | 1990年秋号       | ジュリ  | 砂礫      |                                                                    |
| 8  | そのときティナは過去を見た                 | BHY    | 1991年冬号       | 残酷    | 残像      |                                                                    |
| 9  | ダブル                                     | BHY    | 1991年春号       | ジュリ  | 残像      |                                                                    |
| 10 | 舞台裏の魔術師                             | BHY    | 1991年夏号       | 残酷    | 残像      |                                                                    |
| 11 | ブランシェ                                 | BHY    | 1991年秋号       | 残酷    | 残像      |                                                                    |
| 12 | 忘れられたジュリエット                     | BHY    | 1991年12月号     | ジュリ  | 伯爵1     | 伯爵カインシリーズ                                                 |
| 13 | 烙印のビビ                                 | BHY    | 1992年4月号      | ジュリ  | 伯爵1     | 伯爵カインシリーズ                                                 |
| 14 | 吊られた男                                 | BHY    | 1992年6月号      | ジュリ  | 伯爵1     | 伯爵カインシリーズ                                                 |
| 15 | 螺子                                       | BHY    | 1992年8月号      | -       |           | 螺子シリーズ 『花とゆめプラネット増刊』1996年3月15日号に再掲載     |
| 16 | クレオ・ドレイファスの死                   |        | 描き下ろし       | ジュリ  | 伯爵2     | 『忘れられたジュリエット』に描き下ろし                             |
| 17 | 残酷な童話たち                             | HY     | 1992年17号・18号 | -       | 砂礫      | 前後編作品                                                         |
| 18 | 少年の孵化する音                           | BHY    | 1992年10月号     | -       | 伯爵1     | 伯爵カインシリーズ                                                 |
| 19 | ストーンヘンジ                             | HY     | 1992年22号       | 砂礫    | 砂礫      |                                                                    |
| 20 | 誰がこまどり殺したの?                      | HY     | 1993年8号        | 孵化    | 伯爵1     | 伯爵カインシリーズ                                                 |
| 21 | 切り刻まれ食べられたミス・プディングの悲劇 | HY     | 1993年10号       | 孵化    | 伯爵1     | 伯爵カインシリーズ                                                 |
| 22 | 螺子                                       | BHY    | 1993年8月号      | -       |           | 螺子シリーズ 『花とゆめプラネット増刊』1996年3月15日号に再掲載     |
| 23 | 捩れた童話                                 | HY     | 1993年17号       | 孵化    | 伯爵2     | 伯爵カインシリーズ                                                 |
| 24 | 鏡の中のエリザベス                         | HY     | 1994年17号       | 刻印2   | 伯爵2     | 伯爵カインシリーズ 「天使禁猟区」と同時掲載                        |
| 25 | 戒音 -dieとliveの脳内麻薬物質-             | HY     | 1996年6号・7号   | -       |           | 前後編作品 『別冊花とゆめ』2003年11月号に再掲載                    |
| 26 | 少年残像                                   | HY増刊 | 1997年11月15日号 | -       |           | 『花とゆめステップ増刊』に掲載 『別冊花とゆめ』2003年7月号に再掲載 |
| 27 | ルードヴィッヒ革命 「白雪姫」              | ML     | 1999年1月号      | -       |           | ルードヴィッヒシリーズ                                             |
| 28 | 日曜日のソロモン・グランディー             | HY     | 1999年11号       | ゴッド5 |           | 「天使禁猟区」と同時掲載                                           |
| 29 | ルードヴィッヒ革命 「赤頭巾」              | HY増刊 | 1999年12月1日号  | -       |           | ルードヴィッヒシリーズ 『別冊花とゆめ』2002年7月号に再掲載         |
| 30 | ルードヴィッヒ革命 「荊姫」                | HY     | 2001年4号        | -       |           | ルードヴィッヒシリーズ 『別冊花とゆめ』2002年7月号に再掲載         |
| 31 | 螺子                                       | HY     | 2001年7号・8号   | -       |           | 螺子シリーズ完結編、前後編作品                                     |
| 32 | ルードヴィッヒ革命 「青髭」                | HY     | 2004年3号        | -       |           | ルードヴィッヒシリーズ、2006年より連載化                           |
| 33 | 0の奏香師                                  | HY+    | 2004年9月15日号  | -       |           |                                                                    |
| 34 | PSYCHO KNOCKER                             | HY     | 2004年21号・22号 | 妖精3   |           | 「妖精標本」の番外編 『別冊花とゆめ』2005年7月号に再掲載           |
| 35 | 0の奏香師                                  | HY+    | 2005年10月25日号 | -       |           |                                                                    |
| 36 | 0の奏香師                                  | BHY    | 2006年7月号      | -       |           |                                                                    |
| 37 | キャメロットガーデン                       | BHY    | 2008年4月号      | 人形5   |           |                                                                    |
| 38 | 夜型愛人専門店 特別編                      | BHY    | 2010年8月号      | -       |           | 不定期連載シリーズの完結編 2010年8月発売の完全版に収録             |
| 39 | ルードヴィッヒ幻想曲「人魚姫」             | BHY    | 2012年2月号      | -       |           |                                                                    |

## 書籍

### 単行本
特記のない限り、白泉社〈花とゆめコミックス〉より刊行
- 伯爵カインシリーズ
  - 忘れられたジュリエット（1992年7月）
  - 少年の孵化する音（1993年10月）
  - カフカ -Kafka-（1994年2月）
  - 赤い羊の刻印（1994年6月・10月 全2巻）
  - ゴッドチャイルド（2001年11月 - 2004年1月 全8巻）
- 残酷な童話たち（1993年1月 ISBN 4-592-12612-2）
- 砂礫王国（1993年5月 ISBN 4-592-12624-6）
- 天使禁猟区（1995年2月 - 2001年2月 全20巻）
- 戒音-dieとliveの脳内麻薬物質-（1996年10月 ISBN 4-592-12229-1）
- 少年残像-Boy's next door-（1998年3月 ISBN 4-592-12497-9）
- 螺子（2001年6月 ISBN 4-592-17784-3）
- ルードヴィッヒ革命（2004年6月 - 2007年12月 全4巻）
- 夜型愛人専門店-ブラッドハウンド-（2004年6月 ISBN 4-592-18881-0）
  - 夜型愛人専門店-ブラッドハウンド- 完全版（2010年8月 ISBN 978-4-592-18666-3）
- 0の奏香師（2006年7月 ISBN 4-592-18764-4）
- 妖精標本（2005年10月 - 2006年7月 全3巻）
- 人形宮廷楽団（2009年2月 - 2010年8月 全5巻）
- 異域之鬼（講談社〈ARIAコミックス〉、2011年3月 - 2013年5月、全6巻）
- ルードヴィッヒ幻想曲（2013年10月 - 、既刊1巻）
- 架刑のアリス （2014年6月6日 - 2018年10月5日、全11巻）
- 落園の美女と野獣（講談社〈KCデラックス〉、2020年2月13日 - 2022年3月11日[2]、全5巻）

### 画集
- 『由貴香織里画集 天使禁猟区 ANGEL CAGE』（白泉社、1997年7月30日初版発行）ISBN 4-592-73144-1
- 『天使禁猟区 ANGELIC VOICE ポストカードブック 全32枚 描きおろしポストカード入り』（白泉社、1999年3月30日発行）ISBN 4-592-73159-X
- 『由貴香織里画集 天使禁猟区II 失墜天使 Lost Angel』（白泉社、2000年10月2日初版発行）ISBN 4-592-73174-3

### キャラクターデザイン
- GBA「耽美夢想マイネリーベ」（2001年）
- PS2「マイネリーベ 優美なる記憶」（2004年）
- PS2「マイネリーベII（ツヴァイ）〜誇りと正義と愛〜」（2006年）

### ドラマCD
- 伯爵カイン シリーズ
- 天使禁猟区 シリーズ
- ルードヴィッヒ革命

### OVA
- 天使禁猟区物質界（アッシャー）（2000年/全3巻）

### ドラマ
- ヴァンパイアホスト（原作：夜型愛人専門店-ブラッドハウンド-/2004年）